# Roland l'Écrivain
Roland l'Écrivain (Rolandus Scriptoris) est un médecin, astrologue et géomancien, actif vers 1440 auprès des ducs de Bourgogne, Philippe le Bon et Charles le Téméraire.

## Biographie
Roland l'Écrivain est sans doute originaire du Portugal, puisqu'il se dit « médecin de Lisbonne » (phisicus Ulixbonensis). Il est bachelier en médecine de l'université de Paris en 1422 et licencié en 1424. De 1425 à 1442, il est maître régent à la faculté de médecine de Paris. Il est également médecin de Jean de Lancastre, duc de Bedford (1414-1435), puis, de 1437 à 1467, du duc de Bourgogne Philippe le Bon (1396-1467), « le plus puissant souverain d'Europe ». Il est encore chanoine de l'église Notre-Dame d'Arras en 1439 et doyen de l'église Saint-Donat de Bruges en 1442. Le duc de Bourgogne le légitime en 1460, car il est fils naturel. Il meurt probablement en 1469.

### Œuvres
- Traité de géomancie : Compilatorium, sive Aggregatorium totius artis geomancie ad astronomiam redacte.
- Traité de mathématiques : Aggregatorium sive compendium artis arismetrice, précédé du Quadripartitum numerorum de Jean de Murs (selon Thérèse Charmasson).
- Traité de physiognomonie : Reductorium phisionomie, vers 1430.

### Études
- Thérèse Charmasson, Sciences et techniques divinatoires au XVe siècle : Roland l'Écrivain, médecin, astrologue et géomancien, thèse de l'École des chartes, 1973.
- Thérèse Charmasson,  « Roland l'Écrivain, médecin des ducs de Bourgogne », Actes du 101e congrès national des sociétés savantes, Lille, 1976, fasc. III, p. 21-32.
- Thérèse Charmasson, Recherches sur une technique divinatoire : la géomancie dans l'Occident médiéval, Droz, 1980, 410 p.
- E. Wickersheimer, Dictionnaire biographique des médecins en France au Moyen Âge, 1936, p. 723-724.
- J. Ziegler, « Médecine et physiognomonie du XIVe au début du XVIe siècle », Médiévales, no 46, printemps 2004.
- Jean-Patrice Boudet et Thérèse Charmasson, « Une consultation astrologique princière en 1427 », dans Comprendre et maîtriser la nature au Moyen Âge, Genève, 1994, p. 255-278. Horoscope de naissance de Charles VII de France (1427), né en 1403.